# The John Lennon Collection
《The John Lennon Collection》은 1982년에 발표된 존 레논의 두 번째 베스트 음반으로 존의 사후 발표된 최초의 음반이다. 1989년에 CD화되었고 현재는 판매 목록에서 제외된 음반이지만 일부 나라에서는 계속해서 재발매되고 있다.

## 발매 및 선택곡
《The John Lennon Collection》은 당초 1981년에 발매될 예정이었다. 하지만, 1970년대 까지의 곡들을 소유한 EMI와 1980년에 발표된 음반 《Double Fantasy》의 소유권을 가진 게펜 레코드 사이에서 판매망에 관한 이야기가 결정되지 않으면서 미뤄졌고, 1982년 11월, 북미를 게펀 레코드가, 그 이외를 EMI가 판매하게 되었다.
선택곡들은 존의 1975년 편집 음반 《Shaved Fish》의 선택곡들과 비슷하지만, 싱글 <Cold Turkey>, <Mother> 및 <Woman is the World of Nigger of World>가 수록되지 않고 있다. 이것들은 1975년 히트 싱글 <Stand by Me>와 <Love>, 그리고 《John Lennon/Plastic Ono Band》 음반의 대중적인 트랙들로 대체되었다. 나머지 절반은 《Double Fantasy》의 트랙들로 구성되어 있다. 미국 발매반에서는 <Happy Xmas (War Is Over)>와 <Stand by Me>가 제외된 약간 다른 트랙 목록으로 발매되었다.

## 재발매
게펀 레코드를 통해 판매되었던 《Double Fantasy》에 대한 권리를 EMI가 획득하게 되면서 1989년 오노 요코의 라이센스 아래 EMI 계열의 캐피틀에서 판매되었고, 《The John Lennon Collection》 또한 EMI 계열에서 판매되었다.

## 표지 및 속지
재킷 커버 사진은 존이 사망일, 즉 1980년 12월 8일 아침에 사진 작가 애니 리보비츠가 촬영한 사진이 사용되고 있으며, 존의 마지막 공식 사진이다.
영국 LP 발매반에는 가사와 침대에서 기타(펜더 스트라토 캐스터)를 연주하는 사진이 실린 이너 슬리브가 삽입되었다. 미국 LP 발매반에서는 가사만이 이너 슬리브에서 실렸으며, 1989년에 CD화 되면서야 사진이 소책자 형식의 이너 슬리브에 실렸다.

## 트랙 목록
모든 수록곡들은 특별한 언급이 없는 한 존 레논에 의해 씌여졌다.
Side one
1. "Give Peace a Chance" – 4:52
  - 원래 존 레논에 의해 씌여지고 존 레논-폴 매카트니에 의해 크레디트되었지만, 1990년대에 존 레논을 작곡가로 인증하기 위해 개정됨.
2. "Instant Karma!" – 3:20
3. "Power to the People" – 3:16
4. "Whatever Gets You thru the Night" – 3:17
  - 엘튼 존이 하모니 보컬, 피아노 부분에서 피츄어링 함: 《Walls and Bridges》에 수록된 정식 버전의 편집 버전.
5. "#9 Dream" – 2:46
  - 《Walls and Bridges》에 수록된 정식 버전의 편집 버전.
  - 정식 버전은 1989년 재발매 편집 음반에 수록됨.
6. "Mind Games" – 4:12
7. "Love" – 3:22
  - 1970년 발표 음반 《John Lennon/Plastic Ono Band》의 수록곡. 본 편집음반에서 싱글 발매됨.
8. "Happy Xmas (War Is Over)" (존 레논/요코 오노) – 3:33
  - 원래 미국에서는 LP 발매반에서 제외되었지만, 1989년 카세트테이프 재발매 편집반에서 포함됨.

Side two
1. "Imagine" – 3:02
2. "Jealous Guy" – 4:14
3. "Stand by Me" (제리 리이버/마이크 스톨러/벤 이 킹) – 3:25
  - 원래 미국에서는 LP 발매반에서 제외되었지만, 1989년 카세트테이프 재발매 편집반에서 포함됨.
4. "(Just Like) Starting Over" – 3:55
5. "Woman" – 3:25
6. "I'm Losing You" – 3:57
7. "Beautiful Boy (Darling Boy)" – 4:01
8. "Watching the Wheels" – 3:31
9. "Dear Yoko" – 2:33

보너스 트랙
1. "Move Over Ms. L." – 2:56
  - 원래 1975년 싱글 <Stand By Me>의 B면 곡으로 발매됨.
2. "Cold Turkey" – 5:01

## 차트
| 차트 (1982–2001)           | 순위 |
| -------------------------- | ---- |
| 호주 켄트 뮤직 리포트      | 1    |
| 캐나다 RPM (잡지)          | 29   |
| 독일 메가 음반 차트        | 32   |
| 이탈리아 음반 차트         | 1    |
| 일본 오리콘 LP 차트        | 8    |
| 뉴질랜드 리코디드 뮤직 NZ  | 5    |
| 노르웨이 VG-리스타         | 1    |
| 스웨덴 음반 차트           | 4    |
| 영국 음반 차트             | 1    |
| 미국 빌보드 200            | 33   |
| 독일 GfK 엔터테인먼트 차트 | 62   |

| 차트 (1982)        | 순위 |
| ------------------ | ---- |
| 영국 음반 차트     | 10   |
| 차트 (1983)        | 순위 |
| 켄트 뮤직 리포트]] | 23   |
| 이탈리아 음반 차트 | 7    |
| 영국 음반 차트     | 30   |